# Élections législatives de 1967 dans le Loiret
Les élections législatives françaises de 1967 se déroulent les 5 et 12 mars 1967. Dans le département du Loiret, quatre  députés sont à élire dans le cadre de quatre circonscriptions.

## Élus
| Circonscription | Député sortant  | Parti | Parti   | Député élu ou réélu | Parti | Parti |
| --------------- | --------------- | ----- | ------- | ------------------- | ----- | ----- |
| 1re             | Henri Duvillard |       | UNR-UDT | Henri Duvillard     |       | UD-Ve |
| 2e              | Louis Sallé     |       | UNR-UDT | Louis Sallé         |       | UD-Ve |
| 3e              | Pierre Charié   |       | UNR-UDT | Pierre Charié       |       | UD-Ve |
| 4e              | Xavier Deniau   |       | UNR-UDT | Xavier Deniau       |       | UD-Ve |

## Résultats

### Résultats à l'échelle du département
| Parti          | Parti                                           | Premier tour | Premier tour | Second tour | Second tour | Sièges |
| Parti          | Parti                                           | Voix         | %            | Voix        | %           | Sièges |
| -------------- | ----------------------------------------------- | ------------ | ------------ | ----------- | ----------- | ------ |
|                | Union des démocrates pour la Ve République      | 90 272       | 46,38        | 109 173     | 58,88       | 4      |
|                | Union des républicains de progrès               | 90 272       | 46,38        | 109 173     | 58,88       | 4      |
|                |                                                 |              |              |             |             |        |
|                | Section française de l'Internationale ouvrière  | 16 842       | 8,65         | 17 026      | 9,18        | 0      |
|                | Parti radical                                   | 9 041        | 4,64         | 20 944      | 11,30       | 0      |
|                | Convention des institutions républicaines       | 8 125        | 4,17         | Retrait     | Retrait     | 0      |
|                | Fédération de la gauche démocrate et socialiste | 34 008       | 17,47        | 37 970      | 20,48       | 0      |
|                |                                                 |              |              |             |             |        |
|                | Parti communiste français                       | 36 065       | 18,53        | 38 259      | 20,64       | 0      |
|                | Progrès et démocratie moderne                   | 27 957       | 14,36        | Retrait     | Retrait     | 0      |
|                | Parti socialiste unifié                         | 2 328        | 1,20         |             |             | 0      |
|                | Divers                                          | 2 357        | 1,21         | 0           |             |        |
|                | Mouvement jeune révolution                      | 1 668        | 0,86         | 0           |             |        |
|                |                                                 |              |              |             |             |        |
| Inscrits       | Inscrits                                        | 246 169      | 100,00       | 246 126     | 100,00      | 4      |
| Abstentions    | Abstentions                                     | 46 334       | 18,82        | 51 665      | 20,99       |        |
| Votants        | Votants                                         | 199 835      | 81,18        | 194 461     | 79,01       |        |
| Blancs et nuls | Blancs et nuls                                  | 5 180        | 2,59         | 9 059       | 4,66        |        |
| Exprimés       | Exprimés                                        | 194 655      | 97,41        | 185 402     | 95,34       |        |

### Résultats par circonscription

#### Première circonscription (Orléans-Est)
| Candidat       | Candidat                      | Parti          | Premier tour | Premier tour | Second tour | Second tour |  |
| Candidat       | Candidat                      | Parti          | Voix         | %            | Voix        | %           |  |
| -------------- | ----------------------------- | -------------- | ------------ | ------------ | ----------- | ----------- |  |
|                | Henri Duvillard sortant réélu | UD-Ve          | 22 589       | 46,46        | 26 227      | 55,6        |  |
|                | Jean Grosbois                 | FGDS (Radical) | 9 041        | 18,6         | 20 944      | 44,4        |  |
|                | Paul Hatton                   | PCF            | 7 638        | 15,71        | Retrait     | Retrait     |  |
|                | Roland Jeanniot               | CD (PDM)       | 5 354        | 11,01        |             |             |  |
|                | Michel Gond                   | PSU            | 2 328        | 4,79         |             |             |  |
|                | André Huet                    | ARLP           | 1 668        | 3,43         |             |             |  |
|                |                               |                |              |              |             |             |  |
| Inscrits       | Inscrits                      | Inscrits       | 62 036       | 100,00       | 62 030      | 100,00      |  |
| Abstentions    | Abstentions                   | Abstentions    | 12 003       | 19,35        | 13 031      | 21,01       |  |
| Votants        | Votants                       | Votants        | 50 033       | 80,65        | 48 999      | 78,99       |  |
| Blancs et nuls | Blancs et nuls                | Blancs et nuls | 1 415        | 2,83         | 1 828       | 3,73        |  |
| Exprimés       | Exprimés                      | Exprimés       | 48 618       | 97,17        | 47 171      | 96,27       |  |

#### Deuxième circonscription (Orléans-Ouest)
| Candidat       | Candidat                  | Parti          | Premier tour | Premier tour | Second tour | Second tour |  |
| Candidat       | Candidat                  | Parti          | Voix         | %            | Voix        | %           |  |
| -------------- | ------------------------- | -------------- | ------------ | ------------ | ----------- | ----------- |  |
|                | Louis Sallé sortant réélu | UD-Ve          | 20 792       | 40,54        | 27 766      | 58,04       |  |
|                | André Chène               | PCF            | 10 949       | 21,35        | 20 076      | 41,96       |  |
|                | Pierre Thibault           | FGDS (SFIO)    | 9 901        | 19,31        | Retrait     | Retrait     |  |
|                | Pierre Gabelle            | CD (PDM)       | 9 644        | 18,8         | Retrait     | Retrait     |  |
|                |                           |                |              |              |             |             |  |
| Inscrits       | Inscrits                  | Inscrits       | 64 151       | 100,00       | 64 143      | 100,00      |  |
| Abstentions    | Abstentions               | Abstentions    | 11 551       | 18,01        | 12 925      | 20,15       |  |
| Votants        | Votants                   | Votants        | 52 600       | 81,99        | 51 218      | 79,85       |  |
| Blancs et nuls | Blancs et nuls            | Blancs et nuls | 1 314        | 2,5          | 3 376       | 6,59        |  |
| Exprimés       | Exprimés                  | Exprimés       | 51 286       | 97,5         | 47 842      | 93,41       |  |

#### Troisième circonscription (Pithiviers)
| Candidat       | Candidat                    | Parti          | Premier tour | Premier tour | Second tour | Second tour |  |
| Candidat       | Candidat                    | Parti          | Voix         | %            | Voix        | %           |  |
| -------------- | --------------------------- | -------------- | ------------ | ------------ | ----------- | ----------- |  |
|                | Pierre Charié sortant réélu | UD-Ve          | 22 895       | 49,16        | 27 392      | 61,67       |  |
|                | Pierre Bordry               | CD (PDM)       | 7 485        | 16,07        | Retrait     | Retrait     |  |
|                | Emmanuel Faÿs               | FGDS (SFIO)    | 6 941        | 14,91        | 17 026      | 38,33       |  |
|                | Raymond Pichon              | PCF            | 6 890        | 14,8         | Retrait     | Retrait     |  |
|                | Pierre Hamon                | Divers         | 2 357        | 5,06         |             |             |  |
|                |                             |                |              |              |             |             |  |
| Inscrits       | Inscrits                    | Inscrits       | 58 264       | 100,00       | 58 246      | 100,00      |  |
| Abstentions    | Abstentions                 | Abstentions    | 10 347       | 17,76        | 11 970      | 20,55       |  |
| Votants        | Votants                     | Votants        | 47 917       | 82,24        | 46 276      | 79,45       |  |
| Blancs et nuls | Blancs et nuls              | Blancs et nuls | 1 349        | 2,82         | 1 858       | 4,02        |  |
| Exprimés       | Exprimés                    | Exprimés       | 46 568       | 97,18        | 44 418      | 95,98       |  |

#### Quatrième circonscription (Montargis - Gien)
| Candidat       | Candidat                    | Parti          | Premier tour | Premier tour | Second tour | Second tour |  |
| Candidat       | Candidat                    | Parti          | Voix         | %            | Voix        | %           |  |
| -------------- | --------------------------- | -------------- | ------------ | ------------ | ----------- | ----------- |  |
|                | Xavier Deniau sortant réélu | UD-Ve          | 23 996       | 49,8         | 27 788      | 60,45       |  |
|                | Max Nublat                  | PCF            | 10 588       | 21,97        | 18 183      | 39,55       |  |
|                | Roger Chipot                | FGDS (CIR)     | 8 125        | 16,86        | Retrait     | Retrait     |  |
|                | Roger Sabatier              | CD (PDM)       | 5 474        | 11,36        |             |             |  |
|                |                             |                |              |              |             |             |  |
| Inscrits       | Inscrits                    | Inscrits       | 61 718       | 100,00       | 61 707      | 100,00      |  |
| Abstentions    | Abstentions                 | Abstentions    | 12 433       | 20,14        | 13 739      | 22,26       |  |
| Votants        | Votants                     | Votants        | 49 285       | 79,86        | 47 968      | 77,74       |  |
| Blancs et nuls | Blancs et nuls              | Blancs et nuls | 1 102        | 2,24         | 1 997       | 4,16        |  |
| Exprimés       | Exprimés                    | Exprimés       | 48 183       | 97,76        | 45 971      | 95,84       |  |